# Waldemar Otto

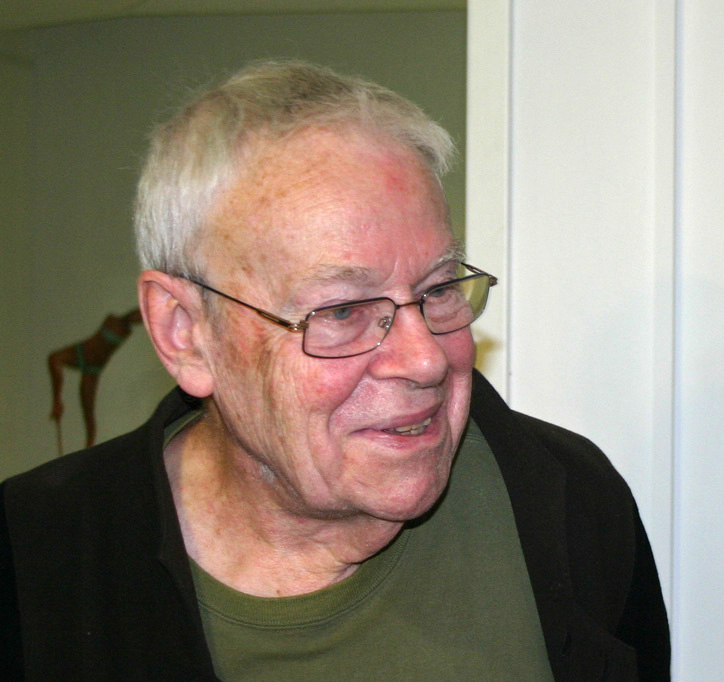
Waldemar Otto, 2013

Waldemar Otto (* 30. März 1929 in Petrikau, Polen; † 8. Mai 2020 in Worpswede, Deutschland) war ein deutscher Bildhauer und Künstler.

## Leben

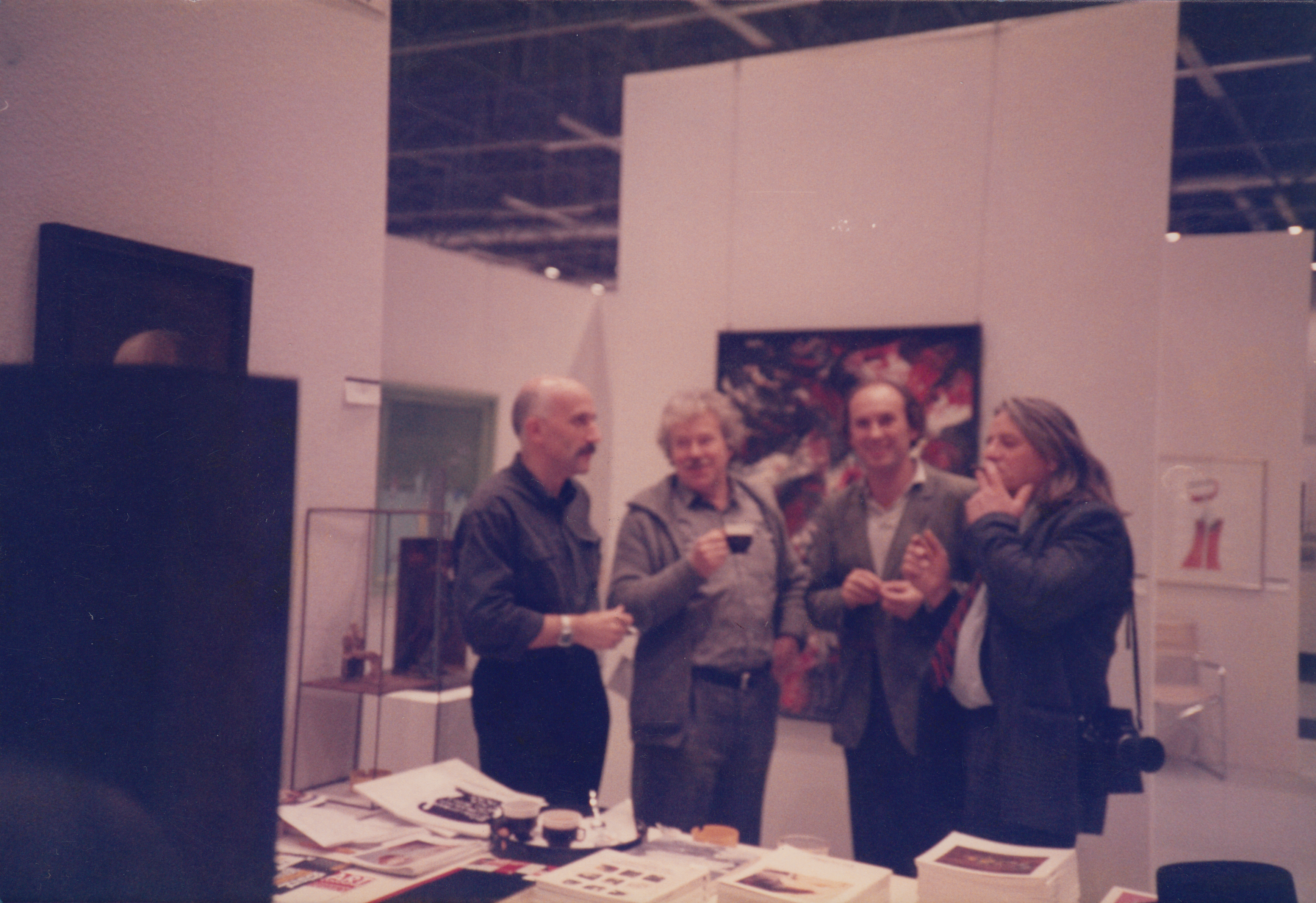
1985 in Köln auf der Art Cologne: (v. l. n. r.) Volker Stelzmann, Waldemar Otto, Timm Gierig und Eberhard Fiebig

Geboren in Piotrków Trybunalski in der Familie des lutherischen Pfarrers Heinrich Otto und Theodora geb. Koschelik. Waldemar Otto begann 1948 an der Berliner Hochschule für bildende Künste ein Studium der Bildhauerei. Einer seiner ersten großen Erfolge war 1957, also schon mit 28 Jahren, die Auszeichnung mit dem Preis der Großen Berliner Kunstausstellung. 1961 entstanden seine ersten Torsi, die seitdem charakteristisch für sein Schaffen sind. 1973 erfolgte der Ruf zu einer Professur an die Hochschule für Künste Bremen. International wurde Waldemar Otto durch verschiedene Auszeichnungen, Arbeitsaufenthalte und Ausstellungen – wie in Irland, Chile oder in der St. Petersburger Eremitage – bekannt. Otto lebte bis zuletzt im Künstlerdorf Worpswede bei Bremen. Im Alter von 91 Jahren verstarb er dort nach einer längeren Krankheit.

## Werke (Auswahl)
In Berlin
- König David (1960), Innenhof des Konsistoriums der Ev. Kirche BBO, Georgenkirchstraße 69–70[3]

In Bietigheim-Bissingen
- Bildnis Katharina E (1976) in den Metteranlagen

In Bremen
- Begegnung (1976) in Vegesack
- Massensport (1979) auf dem Boulevard der Universität
- Zur Schicht (1983)  in Gröpelingen, Ecke Lindenhofstraße/Dockstraße
- Großer Hephaistos II (1991), Schwachhauser Heerstraße 240
- Großer Bacchus II (1992) in Hemelingen, Hannoversche Straße Nr. 64
- Neptunbrunnen (1993) auf dem Domshof
- Agamemnon (2003) in Mitte, Präsident-Kennedy-Platz 1

In Bremerhaven
- Bürgermeister-Smidt-Straße
  - Mahnmal zum Gedenken an alle Opfer des Nationalsozialismus (Antikriegsdenkmal) von 1986
  - Werftarbeiter. Bronzeensemble (um 2000)

In Hamburg
- 1982; Heinrich-Heine-Denkmal auf dem Hamburger Rathausmarkt
- 2015: Matthias Claudius. Das Bronze-Relief auf dem Historischen Friedhof Wandsbek an der Christuskirche (Hamburg-Wandsbek) nimmt Bezug zum Gedicht Abendlied von Matthias Claudius.[4]

In Hannover
- 1985: Die Begegnung. Zwei Bronze-Figuren vor dem Haus der Region Hannover an der Hildesheimer Straße 18
- 1986/1987: Großer Sockeltorso XX. Bronze-Figur am Groß-Buchholzer Kirchweg in Groß-Buchholz

In Rostock
- Neptunbrunnen auf dem Platz Neuer Markt

In Trier
- 1978: Laokoon 86 – Torso vor Raster. Bei der 4,80 Meter hohen Bronze-Plastik des Laokoon 86 handelt es sich um einen männlichen, unbekleideten Torso auf einem mächtigen, blockartigen Sockel. Die Figur sieht sich vier Pfeilern gegenüber, die den Sockel abschließen und über den Körper hinausragen. Campus Universität Trier, Universitätsring 10.[5]

In Wilhelmshaven
- Der Werftarbeiter am Friedrich-Wilhelm-Platz

## Bildergalerie

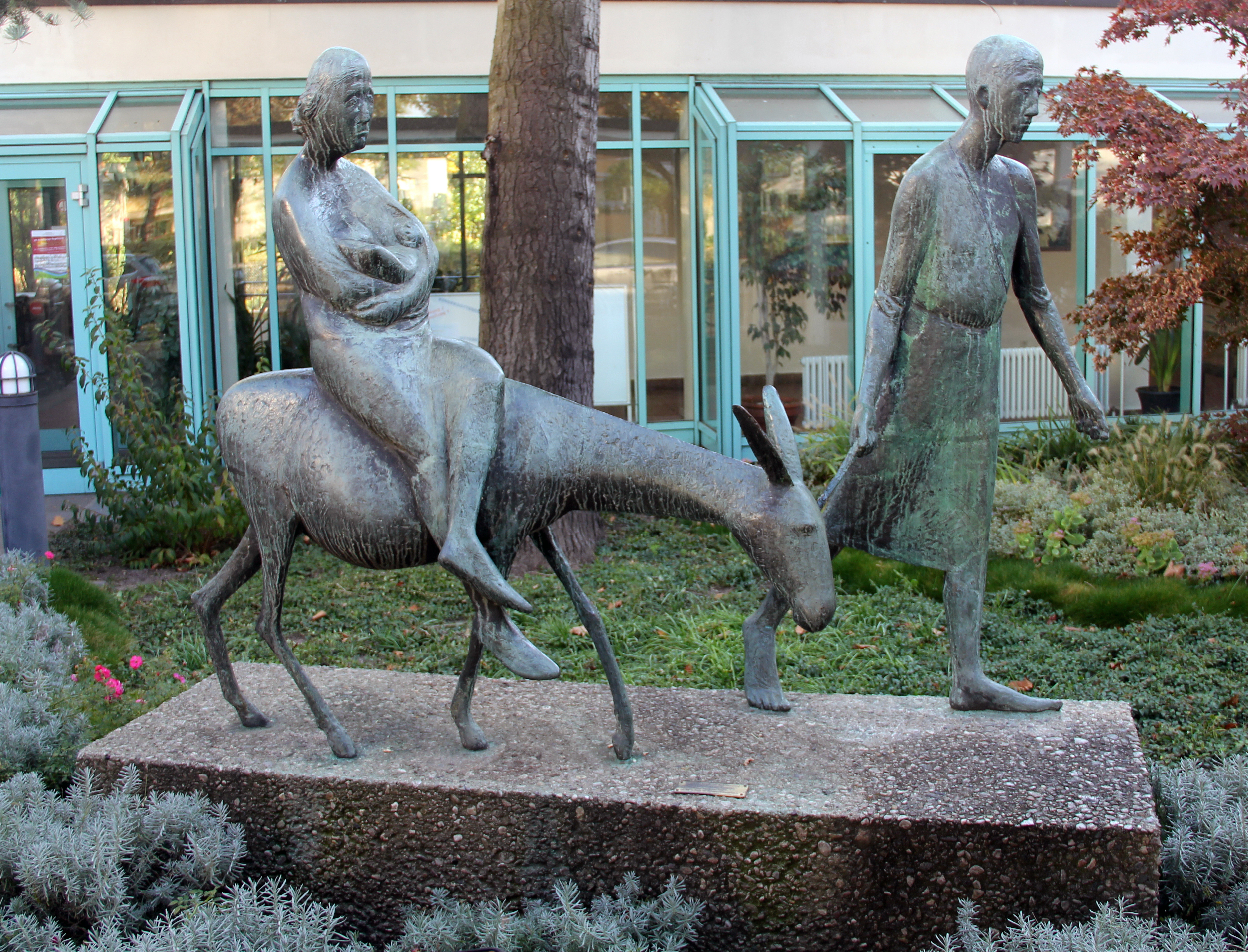
Flucht nach Ägypten (1968) Berlin-Haselhorst
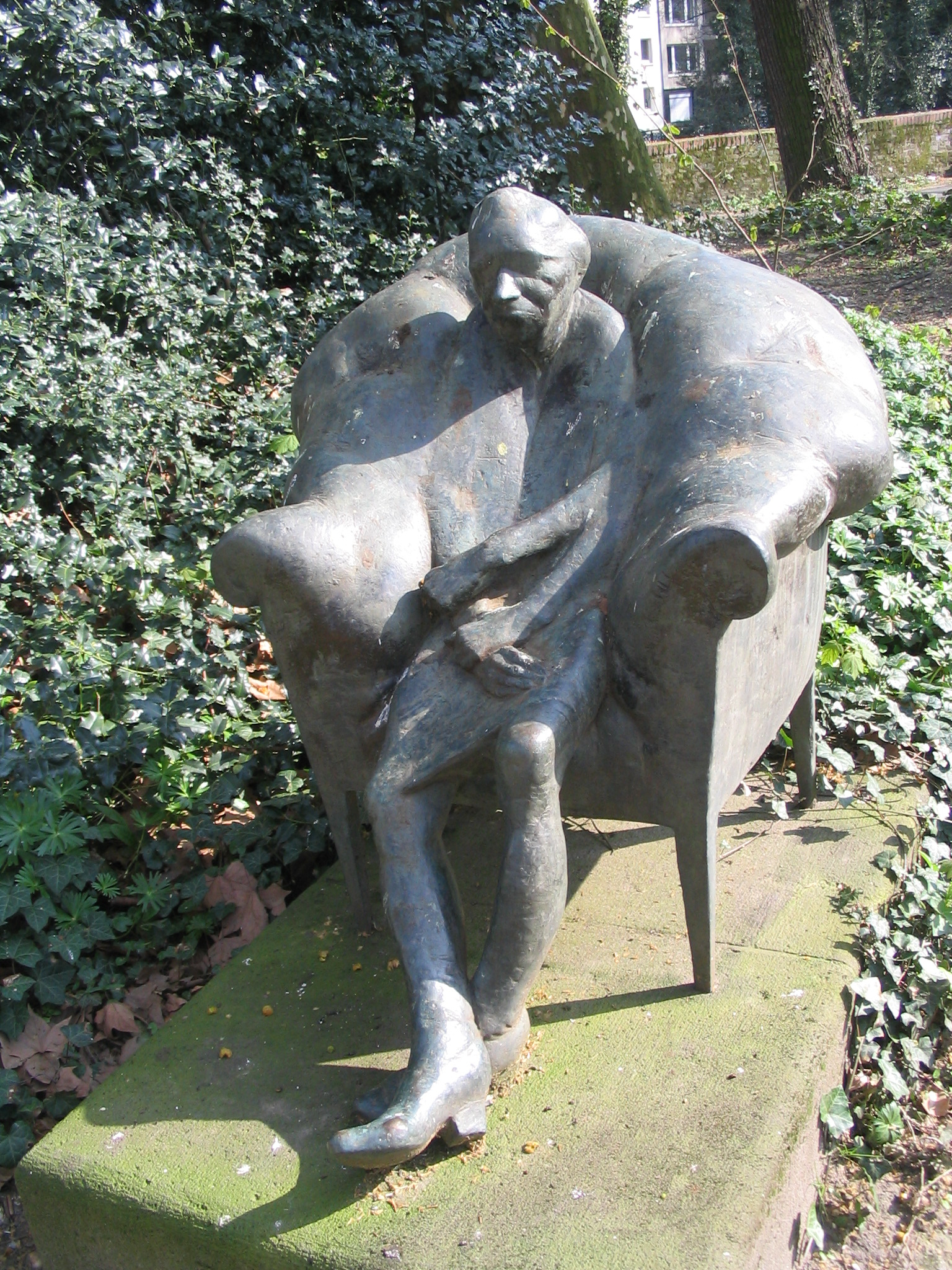
Alte Frau im Sessel (1973/1981), Park des Palais Spee Düsseldorf
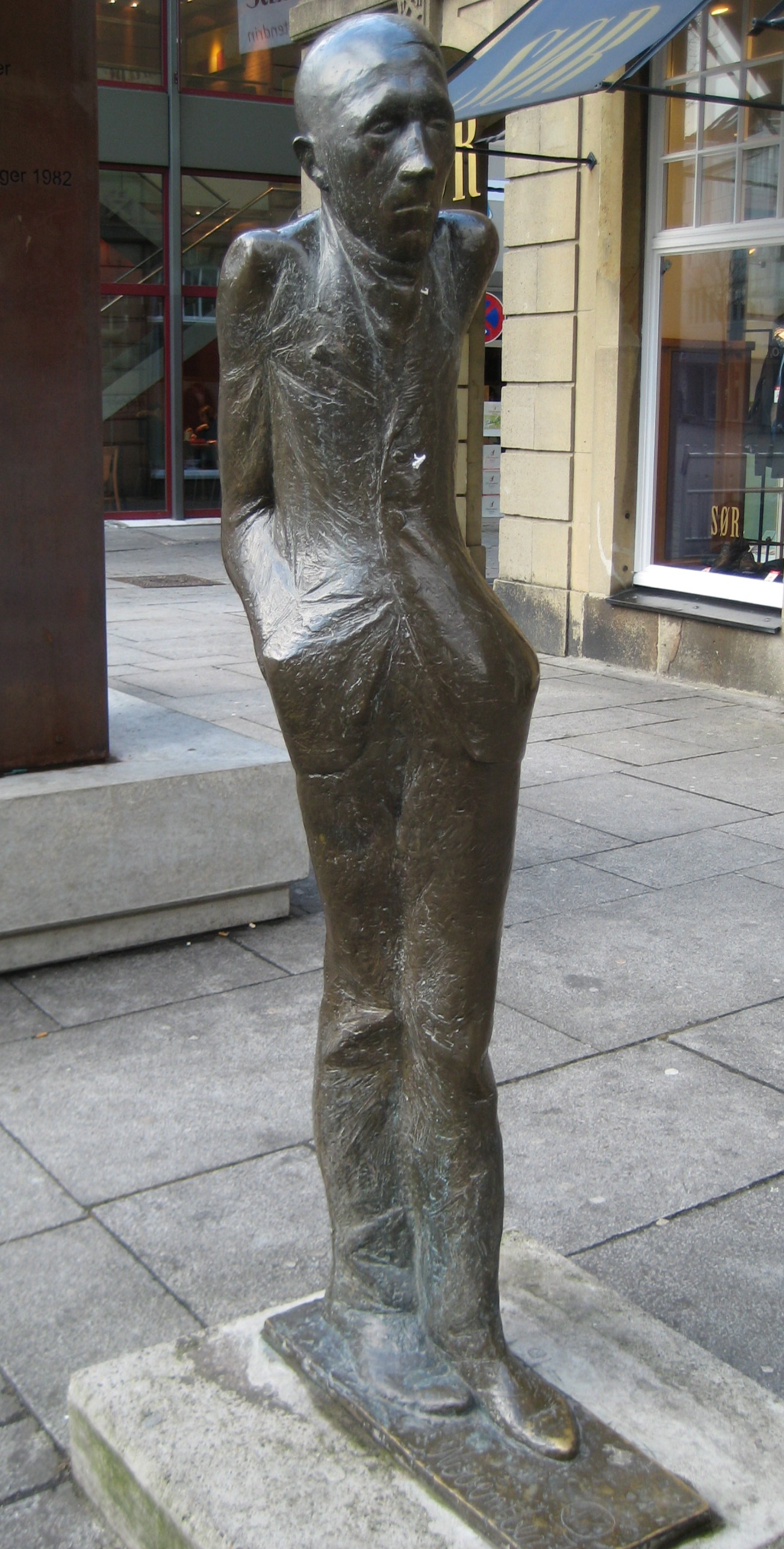
Mann im November (1974), Osnabrück
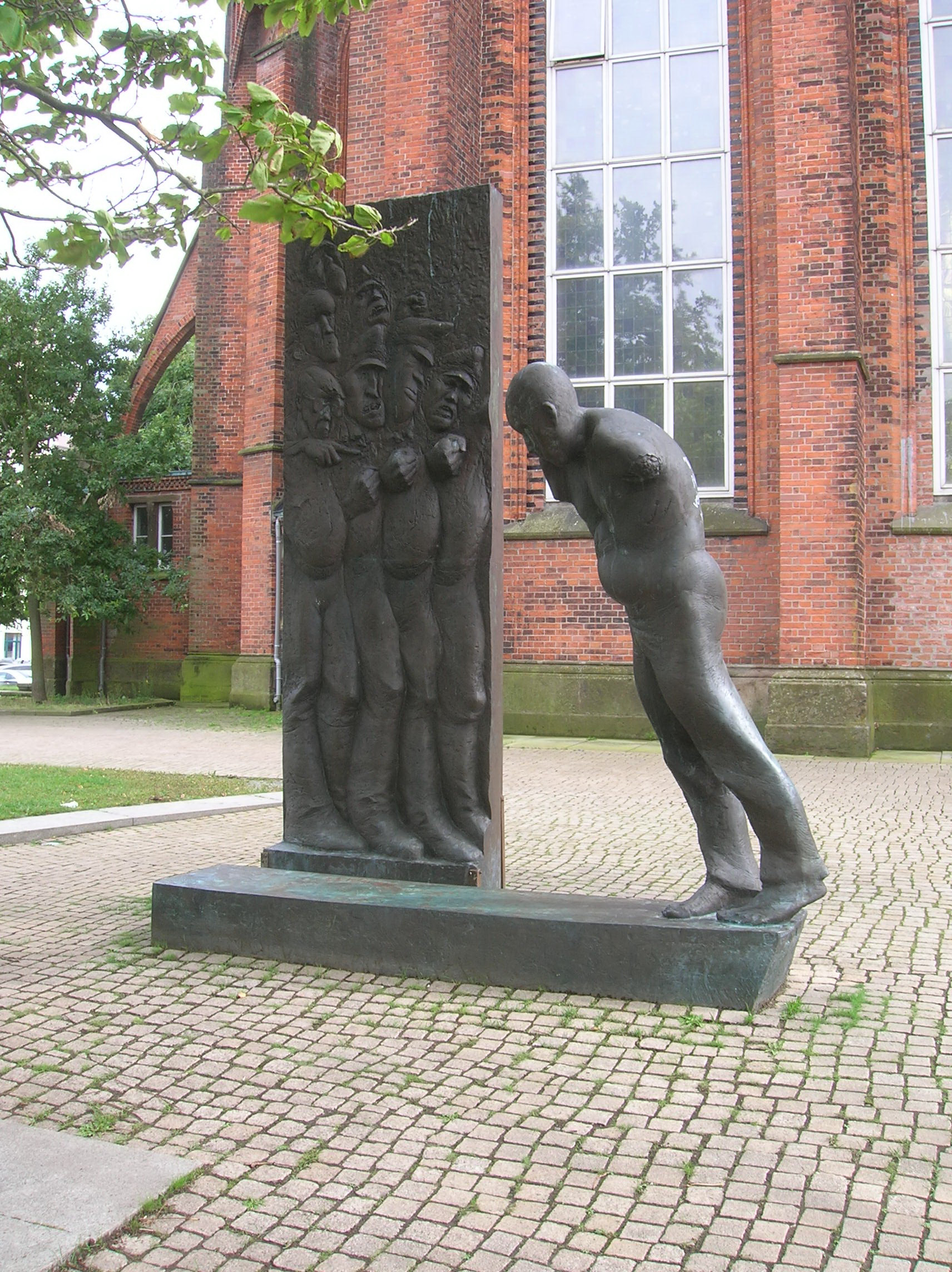
Mahnmal zum Gedenken an alle Opfer des Nationalsozialismus (1979), neben der Bürgermeister-Smidt-Gedächtniskirche Bremerhaven
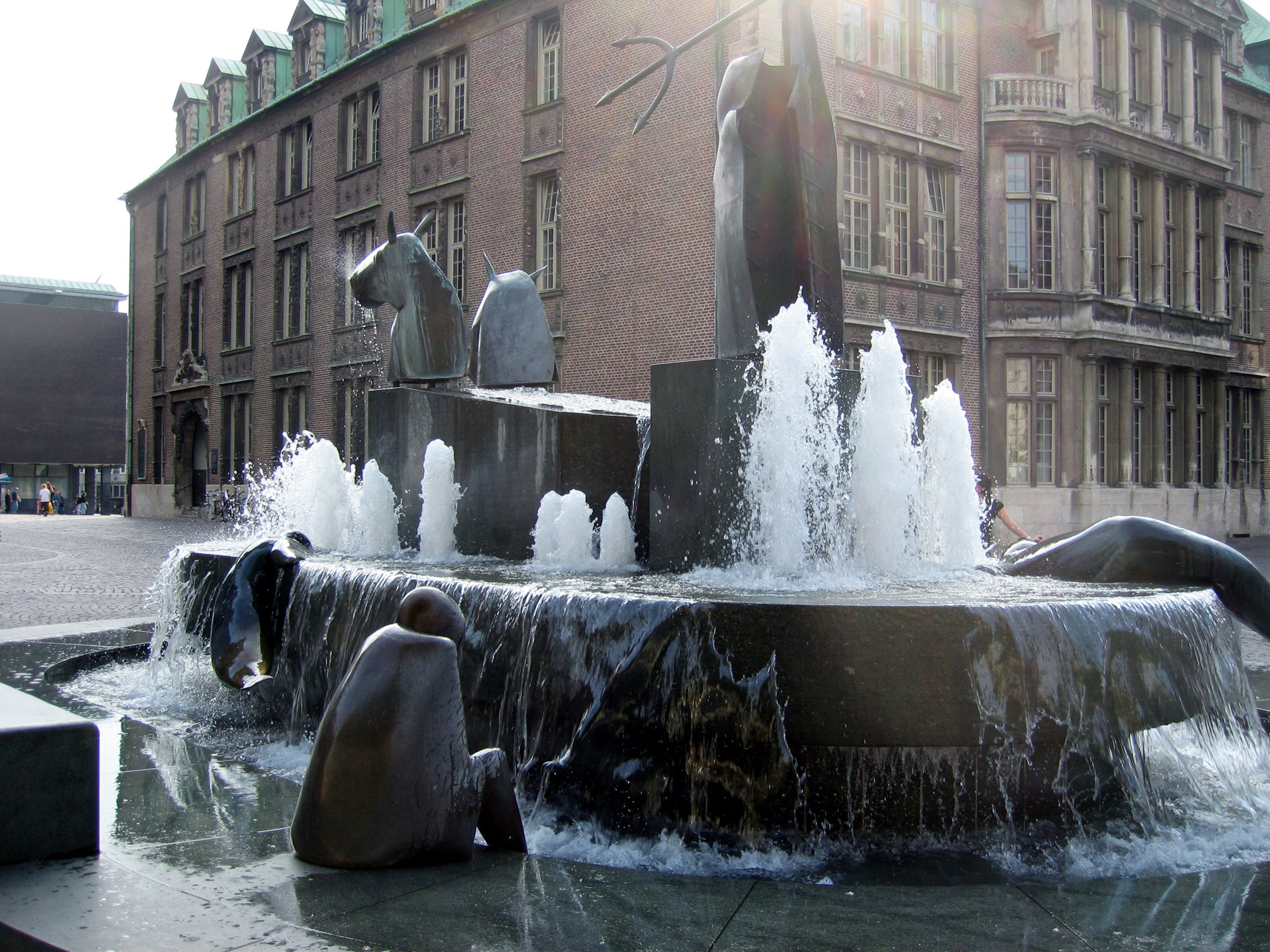
Neptunbrunnen (1981) auf dem Domshof Bremen
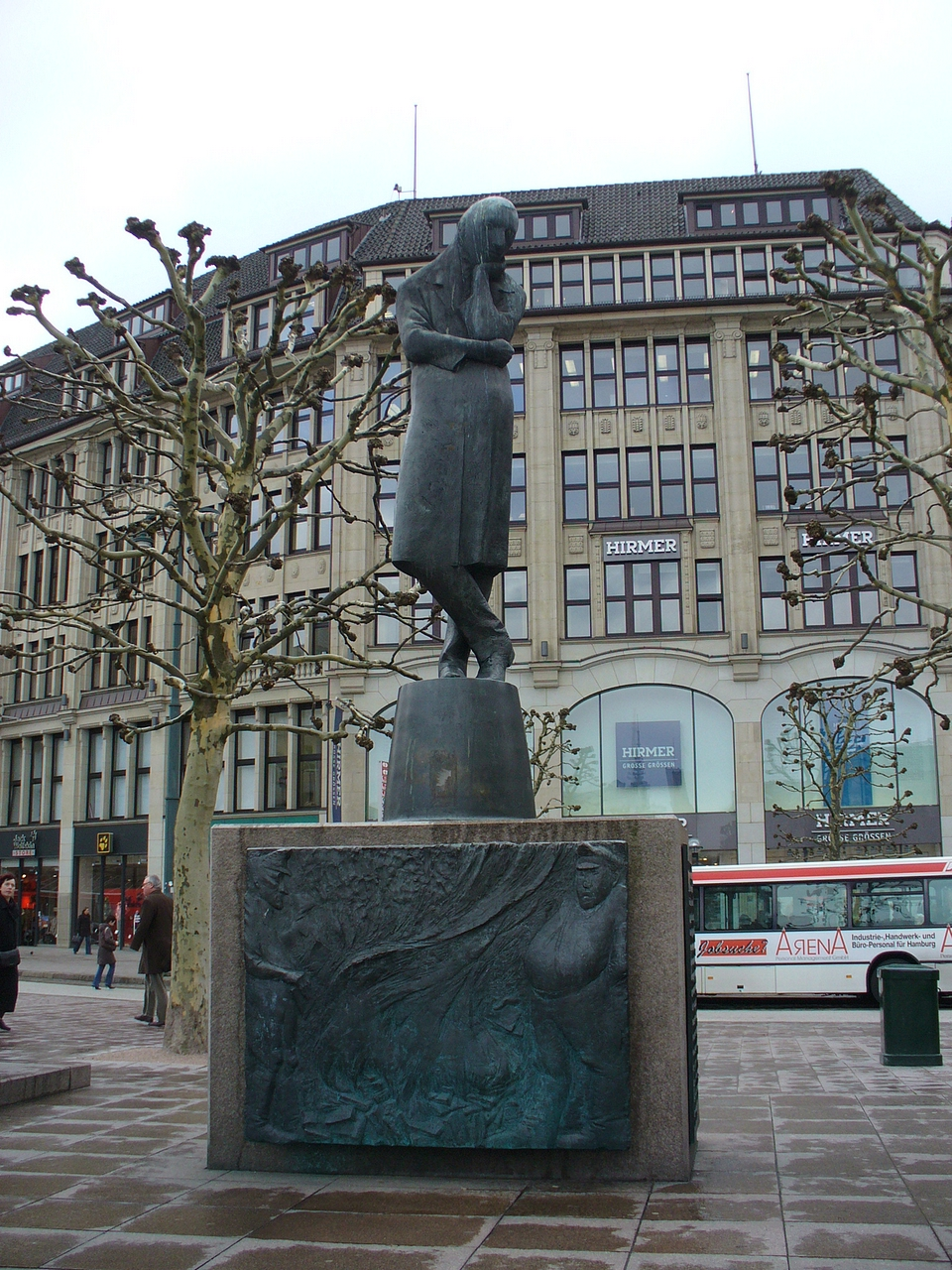
Heinrich-Heine-Denkmal, (1982), Hamburg
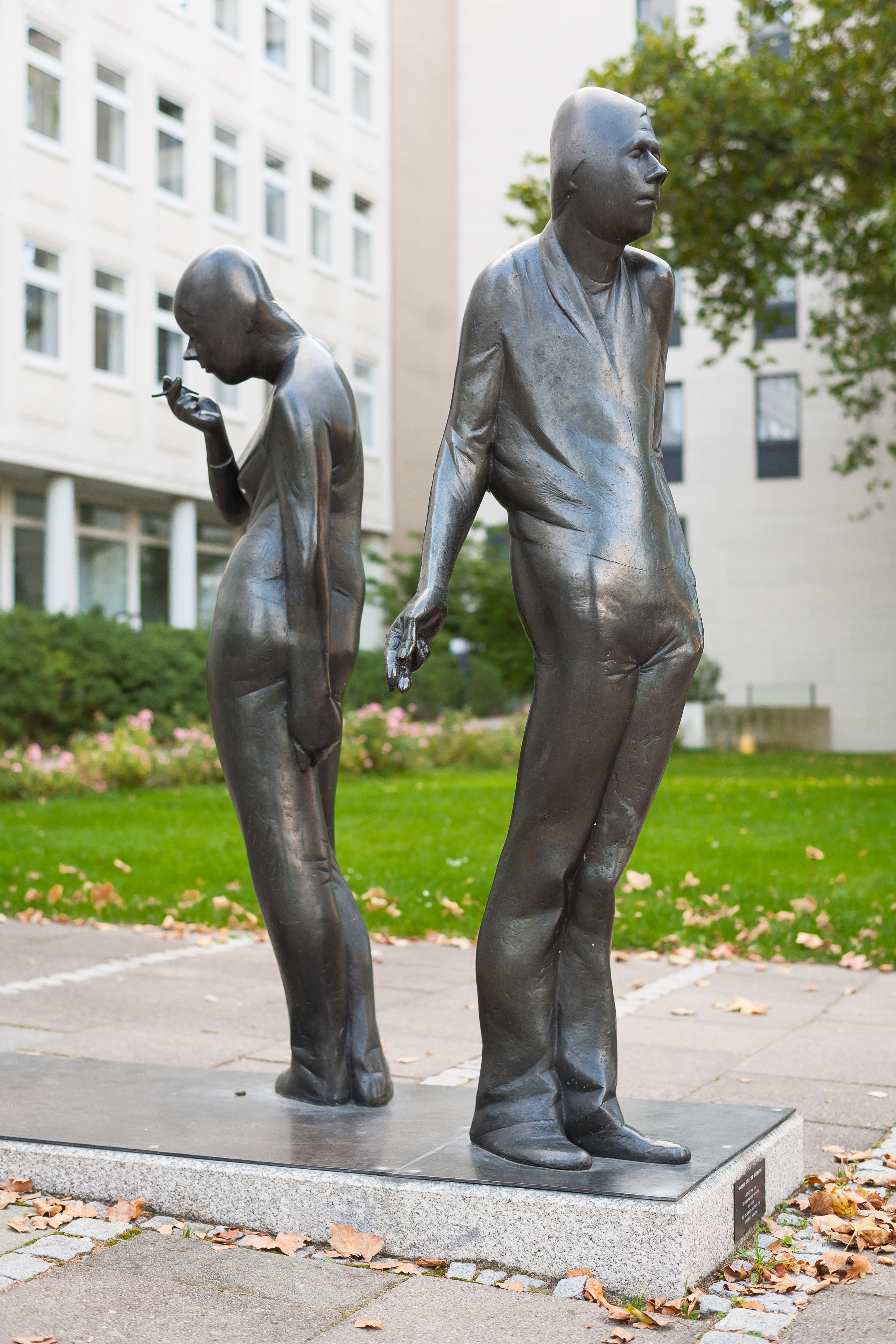
Die Begegnung (1985), Hildesheimer Straße 18 Hannover
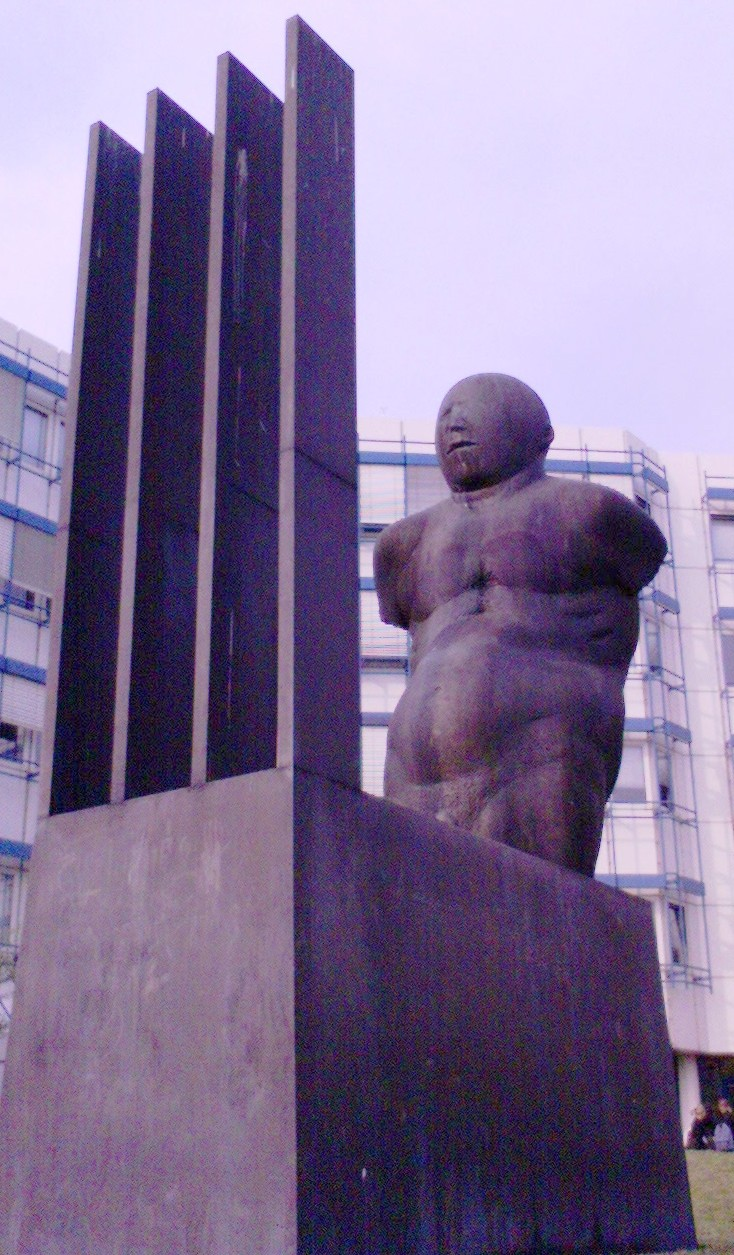
Torso vor Raster (Laokoon86), (1987) Universität Trier
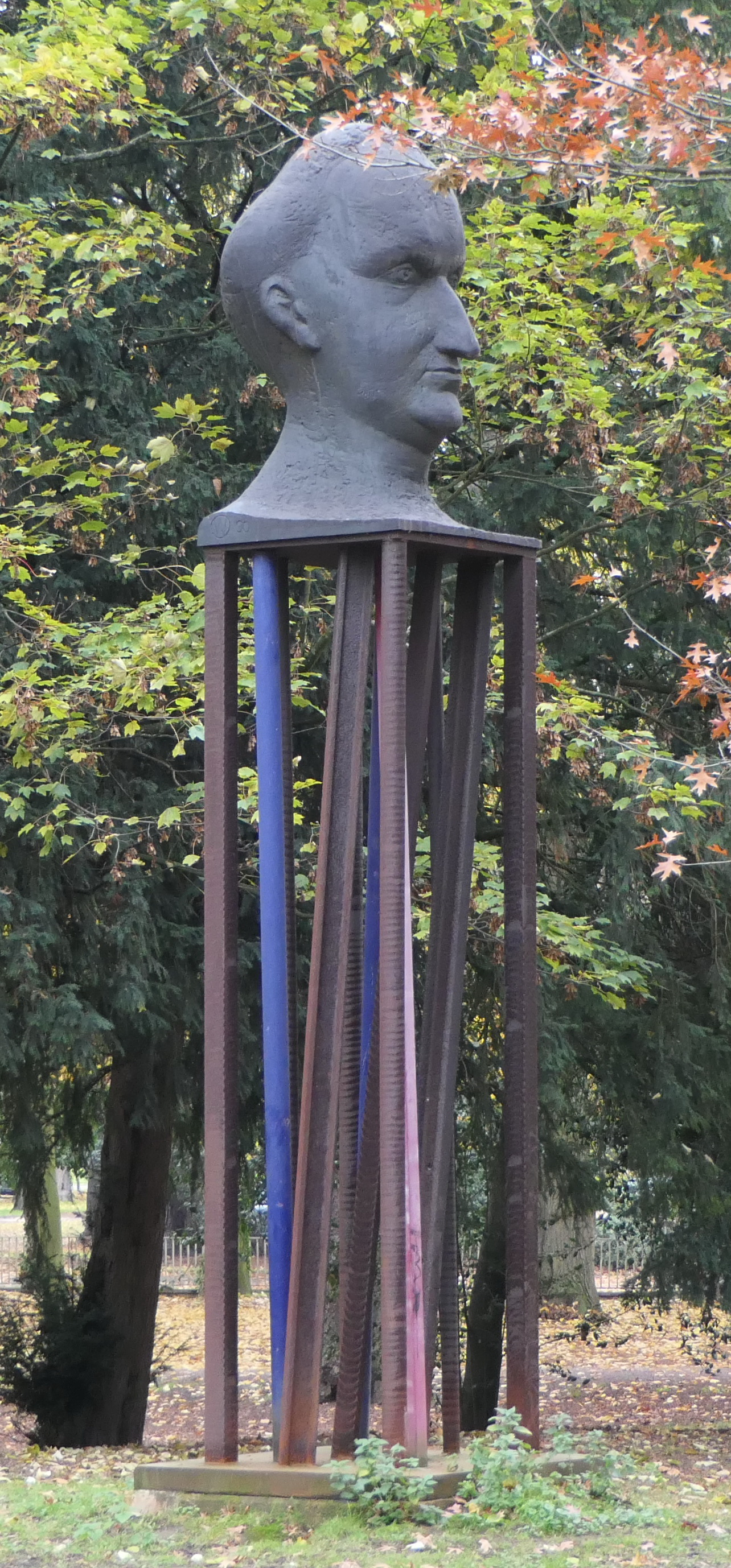
Franz-Haniel-Denkmal (1992), Duisburg-Homberg
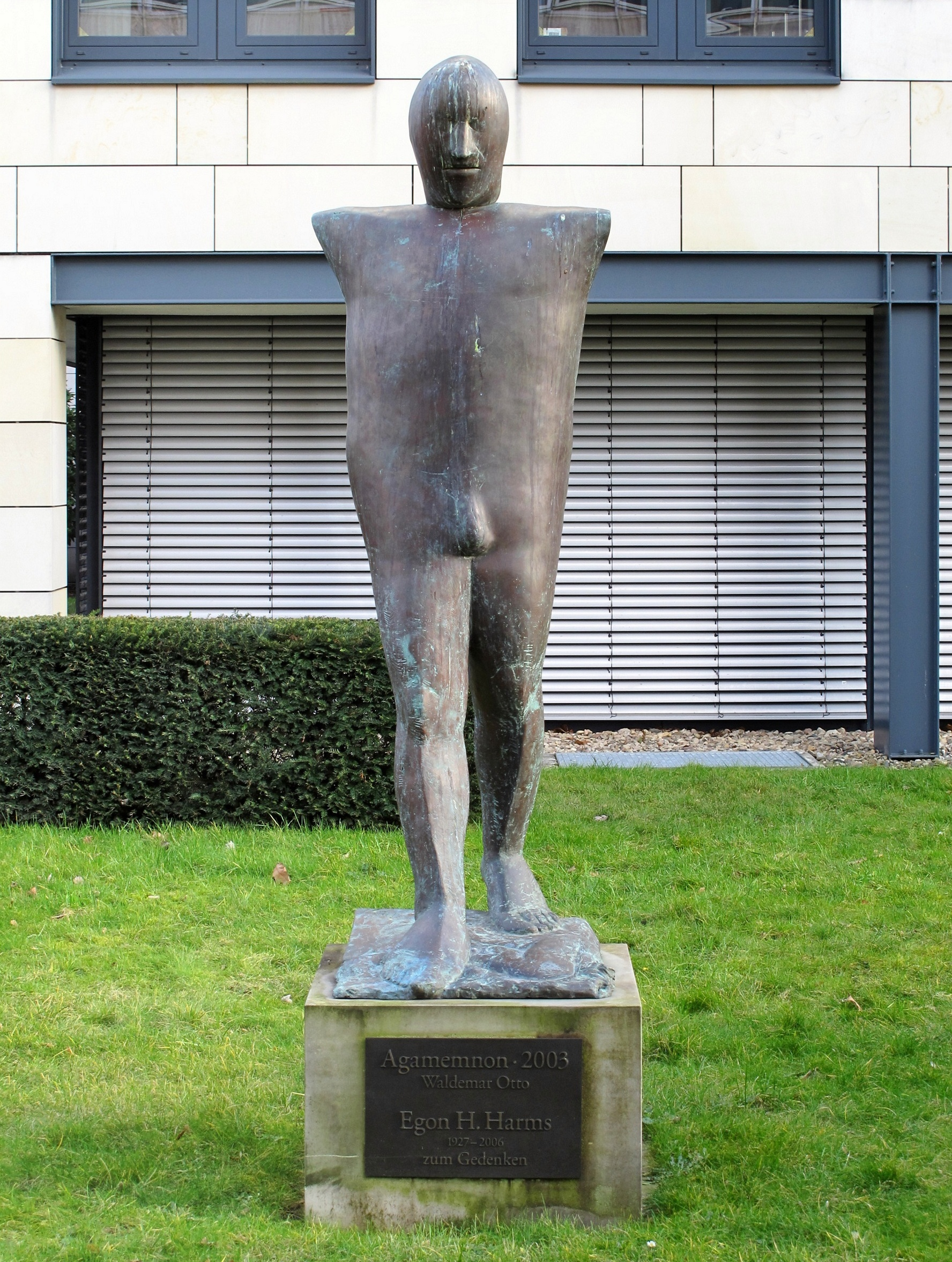
Agamemnon (2003), Bremen-Mitte
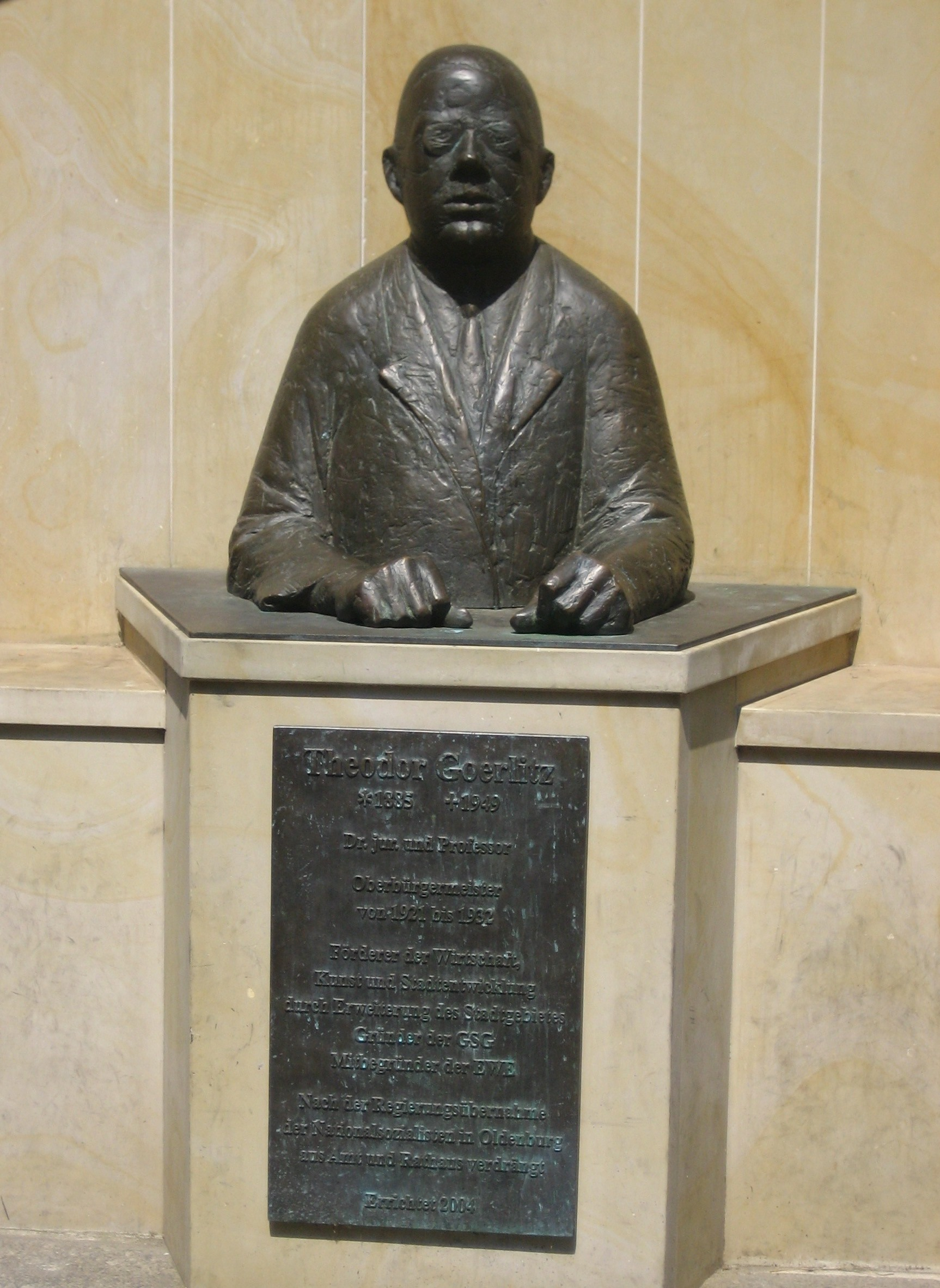
Theodor-Goerlitz-Büste (2004), Oldenburg
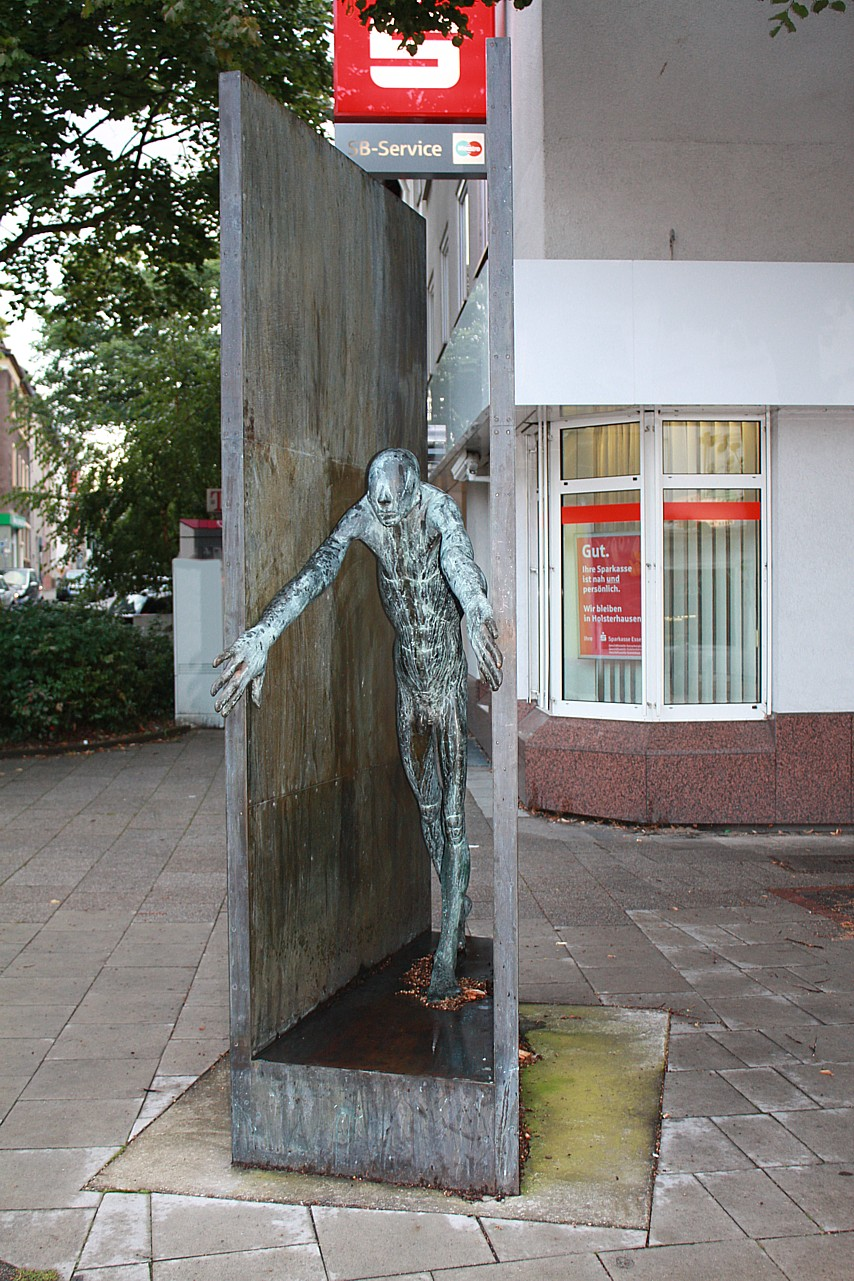
Mann aus der Enge hervortretend (2007), Kreuzung Lenbachstraße, Holsterhausen Essen

## Ausstellungskataloge
- Waldemar Otto: Plastik und Grafik aus den Jahren 61–68. Neue Münchner Galerie, 2. bis 27. April 1968
- Waldemar Otto: Skulpturen. Kunstkreis Hameln, 30. Mai bis 5. Juli 1981
- Waldemar Otto: Skulpturen. Oldenburger Stadtmuseum, 13. Juni bis 11. Juli 1982
- Waldemar Otto: Figur und Raum, Skulpturen 1969–1983. Städtische Museen Heilbronn, 11. Mai bis 8. Juli 1984
- Waldemar Otto: weibliche Torsi. Galerie Cohrs-Zirus Worpswede, 5. Oktober bis 10. November 1996
- Waldemar Otto: Eremitage. Ausstellung in der Eremitage St. Petersburg, 31. Juli bis 14. August 1997
- Waldemar Otto: Mensch und Maß. DASA-Galerie Dortmund, 10. Oktober bis 12. Dezember 2004
- Waldemar Otto, Keine Retrospektive! Ausstellung im Gerhard-Marcks-Haus, Bremen, 8. März bis 10. Mai 2009 (Gerhard-Marcks-Stiftung, ISBN 3-924412-66-9)